# 2002 FIFA World Cup (computerspel)
2002 FIFA World Cup, ook wel FIFA World Cup 2002 genoemd, is het officiële WK-computerspel uitgegeven door EA Sports.
Het spel is een samensmelting van FIFA Football 2002 en FIFA Football 2003. Het spel bevat nog steeds de krachtbalk voor schoten en passes, maar met een steilere leercurve en er is een aanpassing van de kans dat je wordt gestraft door de scheidsrechter. Sommige tenues zijn gelicentieerd, evenals de gelijkenis van spelers en de stadions van het WK 2002. In tegenstelling tot de vorige spellen in de FIFA-serie had het spel een originele soundtrack, uitgevoerd door de Vancouver Symphony Orchestra. Het spel werd uitgebracht voor Windows, PlayStation, PlayStation 2, GameCube en Xbox.

## Teams
Het spel bevat de 32 teams die zich kwalificeerden voor het WK 2002 en 9 teams die zich niet wisten te kwalificeren:
| Azië (AFC) - Saoedi-Arabië - China - Zuid-Korea - Japan | Afrika (CAF) - Kameroen - Nigeria - Senegal - Zuid-Afrika - Tunesië | Europa (UEFA) - Duitsland - België - Kroatië - Denemarken - Slovenië - Spanje - Frankrijk - Engeland - Italië - Polen - Portugal - Ierland - Rusland - Zweden - Turkije | Noord-Amerika, Centraal-Amerika en het Caribisch gebied (CONCACAF) - Costa Rica - Verenigde Staten - Mexico | Zuid-Amerika (CONMEBOL) - Argentinië - Brazilië - Ecuador - Paraguay - Uruguay | Niet gekwalificeerden - Australië - Oostenrijk - Schotland - Finland - Griekenland - Israël - Noorwegen - Tsjechië - Zwitserland |

## Ontvangst
2002 FIFA World Cup werd positief tot gemiddeld beoordeeld. GameRankings en Metacritic gaven het spel een score van 79% en 80 van de 100 voor de pc-versie, 76,58% en 73 van de 10 voor de PlayStation 2-versie, 76,05% en 79 van de 100 voor de Xbox-versie; 73,59% en 78 van de 100 voor de GameCube-versie; en 68,75% en 77 van de 100 voor de PlayStation-versie. In Japan gaf Famitsu de GameCube-, PS2- en Xbox-versie elk een score van 30 van de 40.